# Occità vivaroalpí
El vivaroalpí (en occità vivaroalpenc, vivaroaupenc) és un dialecte de l'occità. Forma part del conjunt dialectal nord-occità (amb l'alvernès i el llemosí). És parlat als departaments següents: el nord d'Ardecha, la Droma, el nord-est de l'Alt Loira, l'extrem sud de l'Isèra, els Alts Alps, la major part dels Alps d'Alta Provença, el nord dels Alps Marítims i cal afegir-hi les Vallades Occitanes (a l'estat italià); dit altrament es parla a les regions històriques del nord-est del Velai, del nord del Vivarès, del Delfinat i a les franges alpines septentrionals de Provença i del comtat de Niça.
El gavot (gavòt) és una varietat de vivaroalpí pròpia del vessant occidental dels Alps.

## Fonètica
- Caiguda molt antiga (anterior a la formació de l'occità al s. VIII) de certes consonants intervocàliques, especialment de d: amada > amaa, prada > praa, venguda > vengua, garida > garia, madur > maür, mochador > mochaor.
- Forma particular dels mots següents: dissabte > dissande, oblidar > eissubliar/obliar.
- Palatalització molt antiga (anterior a la formació de l'occità al s. VIII) de ca i ga vers cha i ja/ia, punt comú amb tot el conjunt nord-occità (vivaroalpí, alvernès, llemosí): cantar > chantar, vaca > vacha, cargar > charjar, pagar > paiar.
- Els següents punts només són típics d'algunes subvarietats del vivaroalpí.
  - Pas de l a r davant consonants (balma > barma) i entre vocals (pala > para).
  - Manteniment de consonants finals S dels plurals i grups SK, SP i ST.
  - Pronunciació de la -r final d'infinitiu (chantar, aver, florir).

## Morfologia
- Desinència de primera persona en -o [u](chanto "canto").
- El següent punt només és típic d'algunes subvarietats del vivaroalpí.
  - Formes amb -os dels determinants al masculí plural: aquestos, aquelos i elos ("aquests, aquells, ells").